# Горины
Го́рины (Гарины) — древний дворянский род.
При подаче документов (1686), для внесения рода в Бархатную книгу, была предоставлена родословная роспись и жалованная грамота на волости в Костромском уезде (1515-1533), за подписью Бориса Горина.
Рязанский дворянский род Гориных позднейшего происхождения, владел поместьем в с. Мордасово Рязанского уезда.
Отставной подпоручик Степан Васильевич Горин внесен во II часть дворянской родословной книги Рязанской губернии (1793). Коллежский асессор Николай Васильевич Горин внесен в III часть ДРК Рязанской губернии (1809). Титулярный советник Александр Васильевич Горин внесен во II часть ДРК Рязанской губернии (1815)
От дворян Гориных произошёл дворянский род Коптеевы.

## История рода
Максим Горин находился дьяком при князе Юрии Ивановиче (1504). Его сын Фёдор Максимович Горин получил в кормление волости Кусь и Немда в Костромском уезде (1515-1517). Суббота Фёдорович и его сын Иван служили по Ярославлю и записаны (1537) в Дворовой тетради. Двое Гориных находились дьяками при Иване Грозном: Дмитрий Фомич (1556-1559), поручился по князю Ивану Ивановичу Пронскому и Кир Горин  (1572-1570), помещик Московского уезда. Копот Горин ярославский губной староста (1559). Михаил Фомич городовой приказчик (1567). По опричнине казнены в Пскове  Истома и Молчан Горины (1570).
Толмач Павел Горин ездил гонцом в Швецию (1601). Окладчик Дей Иванович владел поместьем во Владимирском уезде (1613), его сыновья Григорий и Кирилл Деевичи владели поместьями в Мещерском уезде (1662).
Двое представителей рода владели населенными имениями (1699).

## Известные представители
- Горины: Юрий и Семён Фёдоровичи — коломенские городовые дворяне (1577).
- Горин Игнат Евдокимович — жилец (1624).
- Горин Василий — осадный голова в Коломне (1640).
- Горин Борис Игнатьевич — московский дворянин (1678).
- Горин Савва Максимович — стольник (1689-1692).
- Горин Семён Борисович — стряпчий (1692).
- Горины: Тимофей Максимович и Пётр Ильин — московские дворяне (1692)[2][8].